# 伊勢インターチェンジ

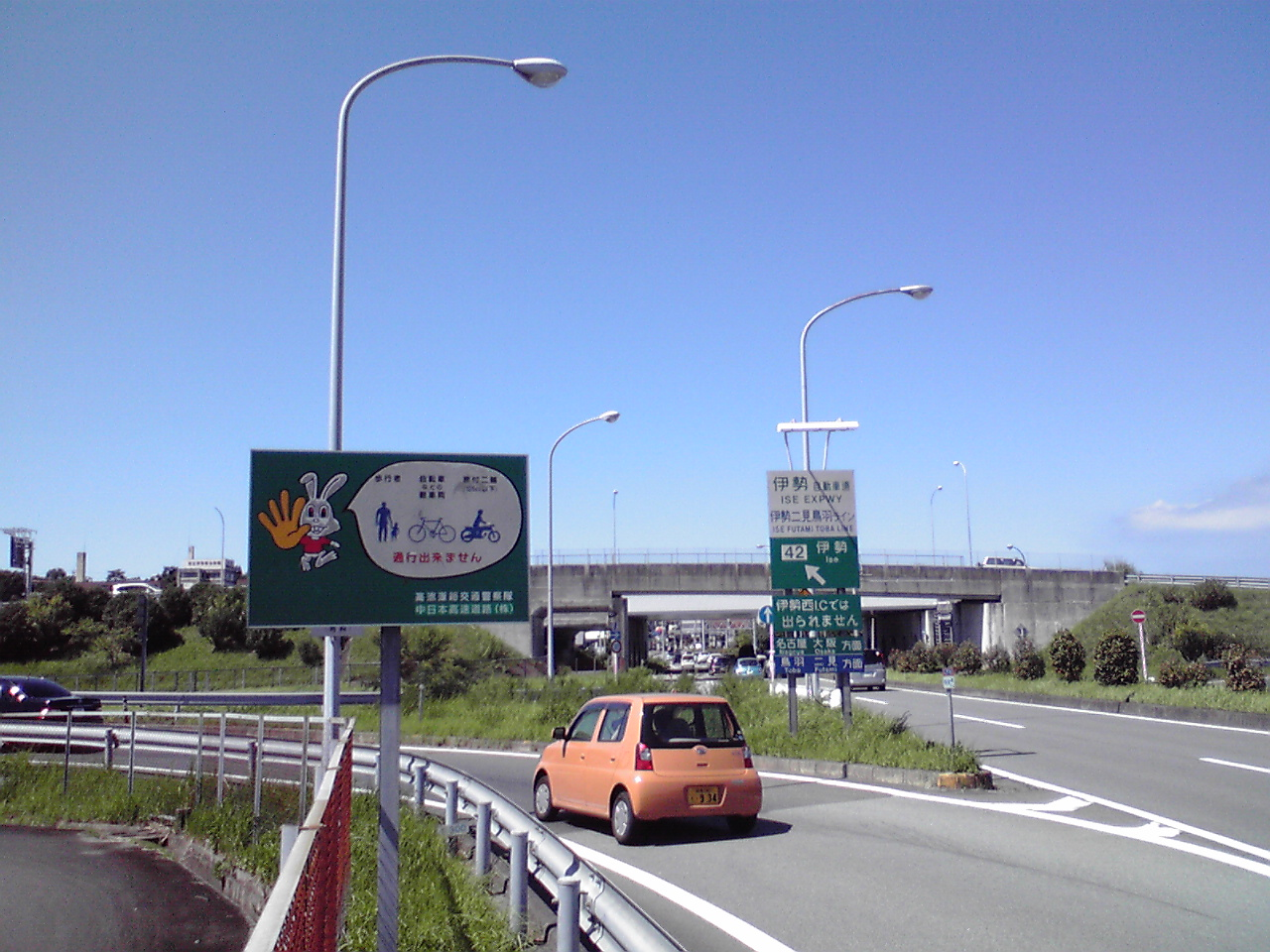
国道23号上り線 伊勢IC入り口

伊勢インターチェンジ（いせインターチェンジ）は三重県伊勢市にある伊勢自動車道・伊勢二見鳥羽ラインのインターチェンジである。伊勢自動車道の終点・伊勢二見鳥羽ラインの起点になっている。

## 概要
津方面は伊勢本線料金所での精算または通行券の受け取り、鳥羽方面は無料化されたため本ICには料金所は設置されていない。
また、西隣の伊勢西ICは津方面にのみ接続するハーフICのため、次の一般道出口は玉城ICとなる。
年末年始等のパークアンドバスライド実施期間中は伊勢西ICとともに出口規制が行われる。
伊勢道津方面は伊勢西ICまで完成2車線、鳥羽方面は4車線である。

## 道路
- E23 伊勢自動車道（42番）
- 伊勢二見鳥羽ライン
- 接続する道路：国道23号（南勢バイパス）

## 周辺
- 五十鈴川駅（近鉄鳥羽線）
- 伊勢神宮（内宮）
- 月読宮・葭原神社
- おかげ横丁・おはらい町
- イオン伊勢店
- 市立伊勢総合病院

## 隣
E23 伊勢自動車道
伊勢TB - (41) 伊勢西IC - (42) 伊勢IC
伊勢二見鳥羽ライン
伊勢IC - 楠部IC